# Boerhavia triquetra
Boerhavia triquetra är en underblomsväxtart som beskrevs av Sereno Watson. Boerhavia triquetra ingår i släktet Boerhavia och familjen underblomsväxter. Utöver nominatformen finns också underarten B. t. intermedia.

## Bildgalleri

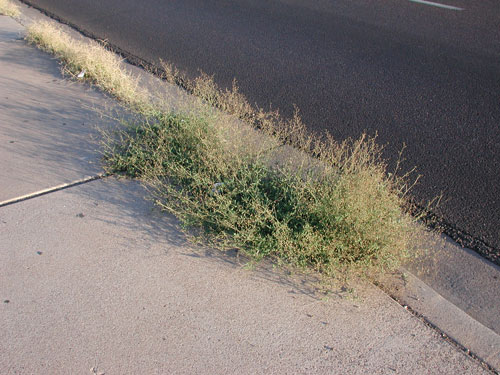
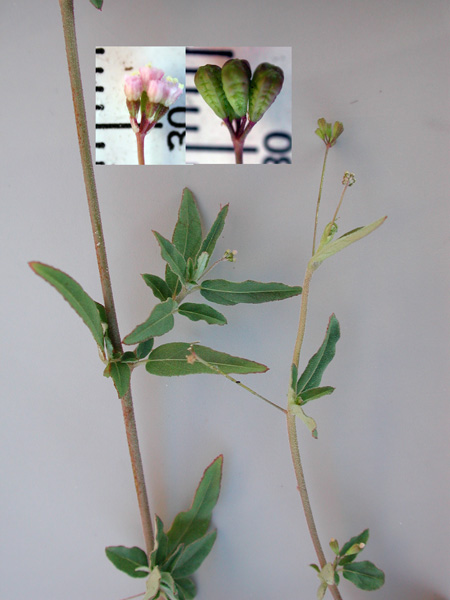
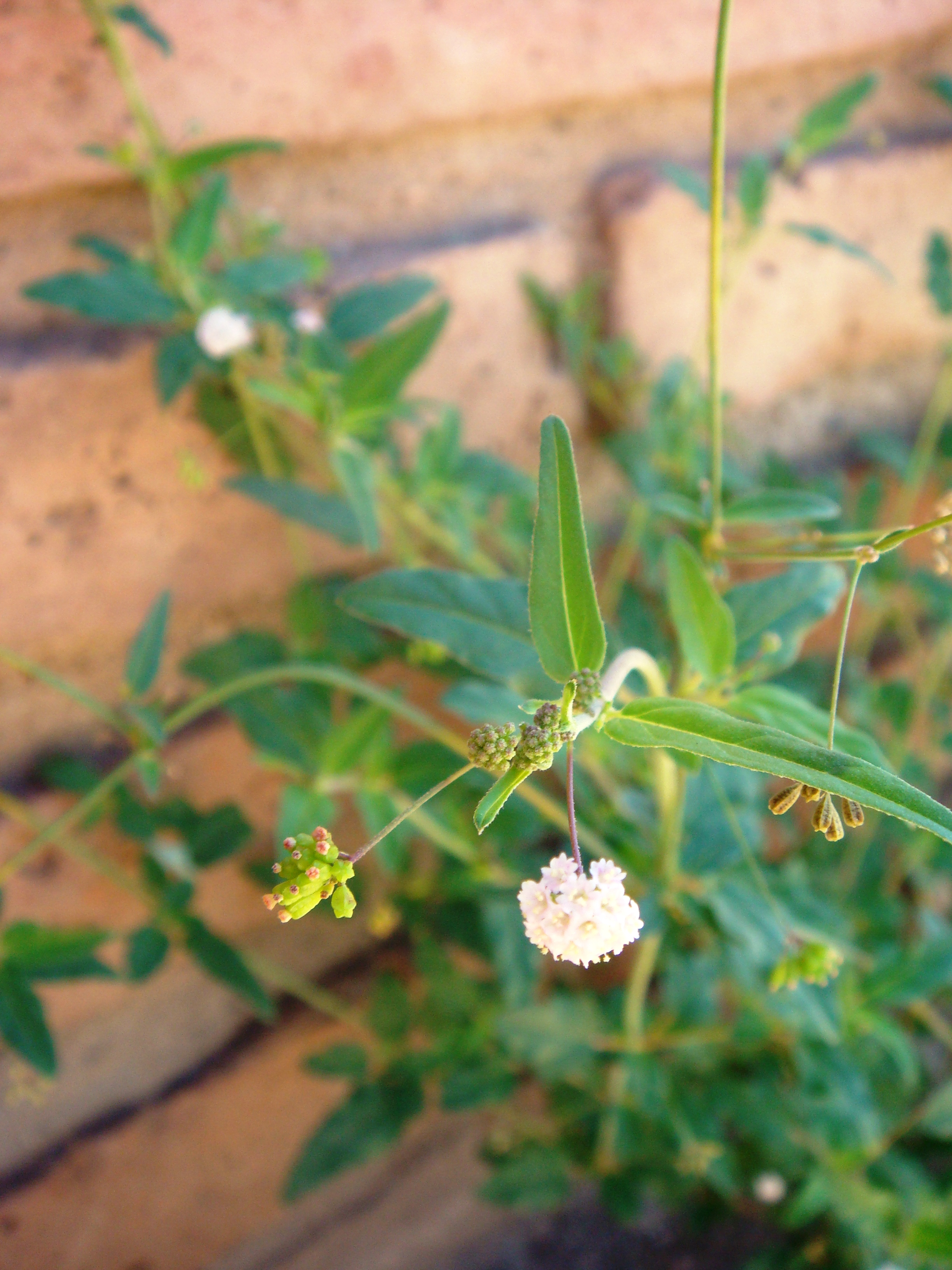
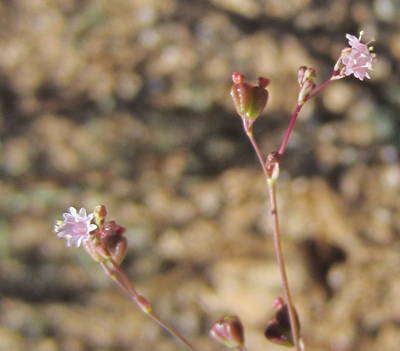